# Ploubezre
Ploubezre is een gemeente in het Franse departement Côtes-d'Armor (regio Bretagne). De plaats maakt deel uit van het arrondissement Lannion. Ploubezre telde op 1 januari 2022 3.741 inwoners.

## Geografie
De oppervlakte van Ploubezre bedroeg op 1 januari 2022 31,14 vierkante kilometer; de bevolkingsdichtheid was toen 120,1 inwoners per km².
De onderstaande kaart toont de ligging van Ploubezre met de belangrijkste infrastructuur en aangrenzende gemeenten.

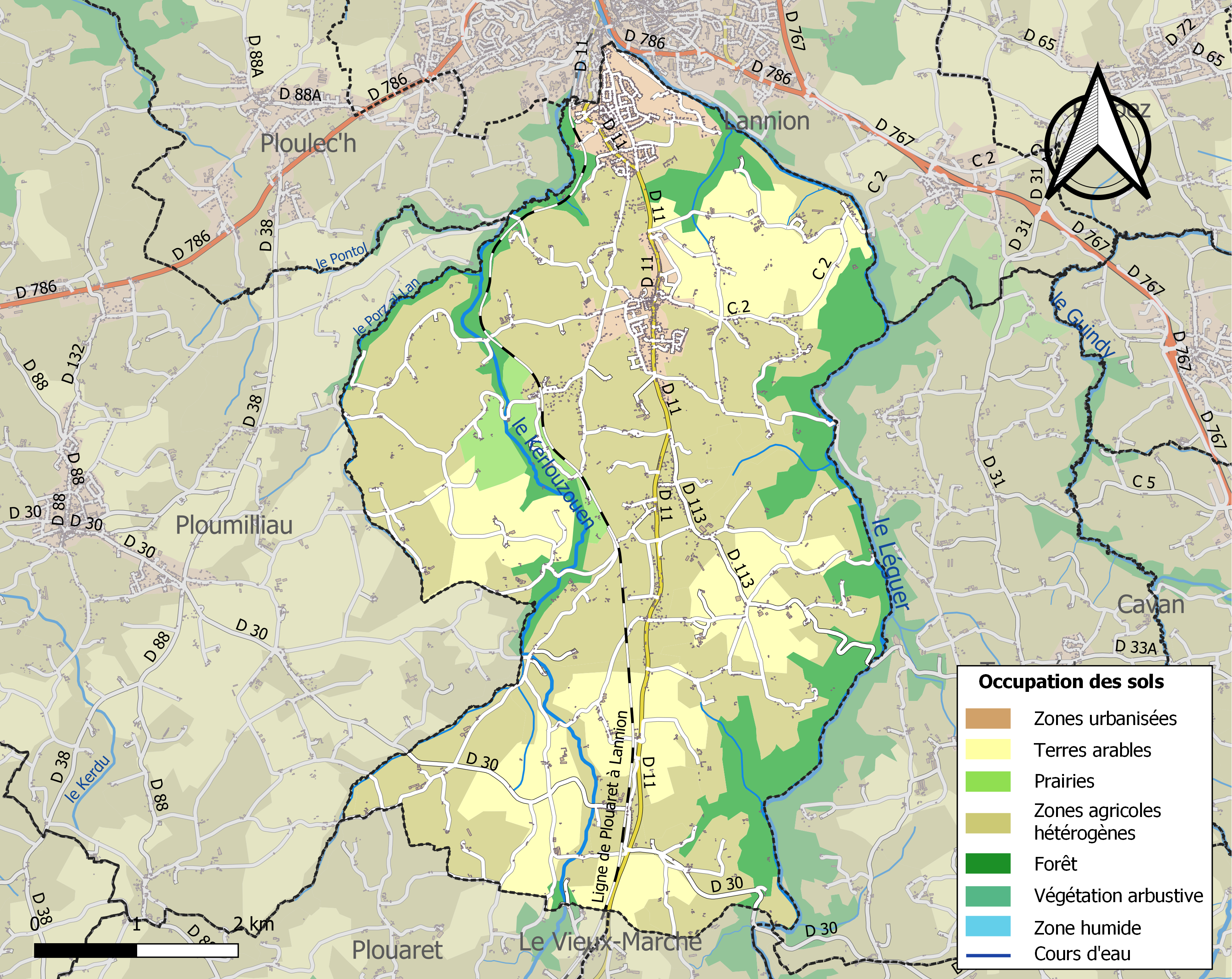

## Verkeer en vervoer
In de gemeente lag tussen 1881 en 1993 spoorwegstation Kerauzern.

## Demografie
Onderstaande figuur toont het verloop van het inwonertal (bron: INSEE-tellingen).